# Długołęka-Świerkla

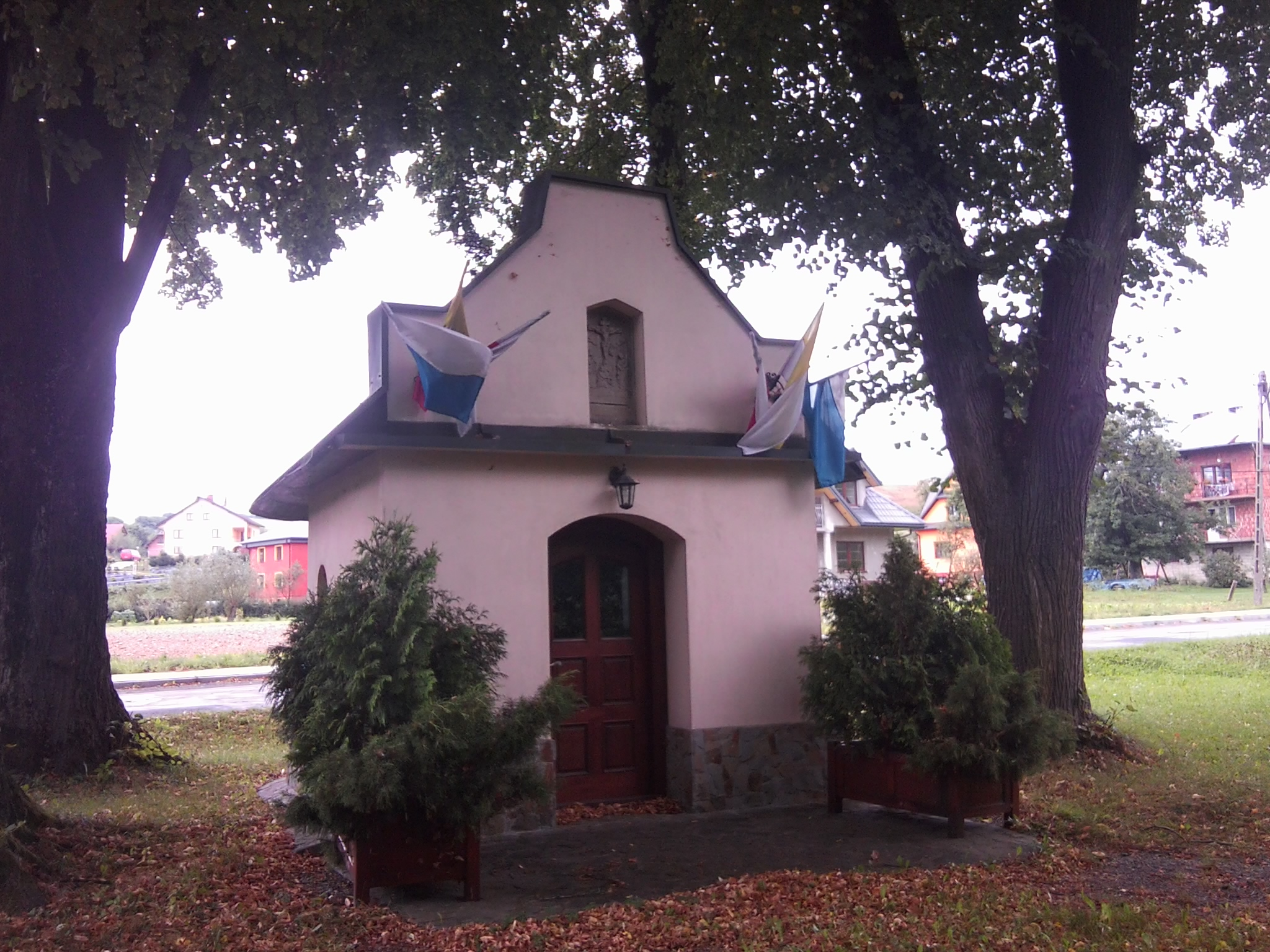
Kaplica Nawiedzenia Najświętszej Maryi Panny

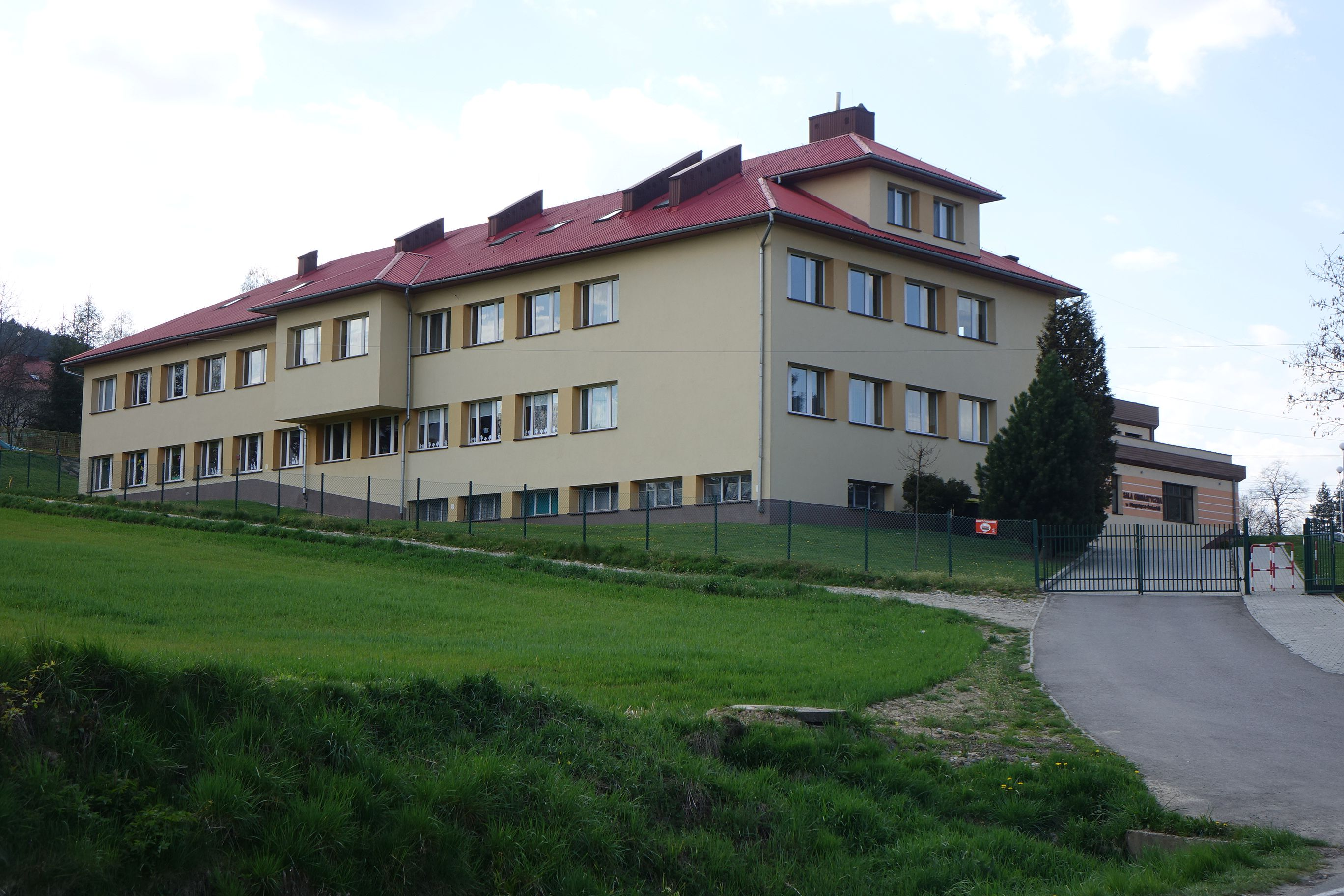
Szkoła podstawowa

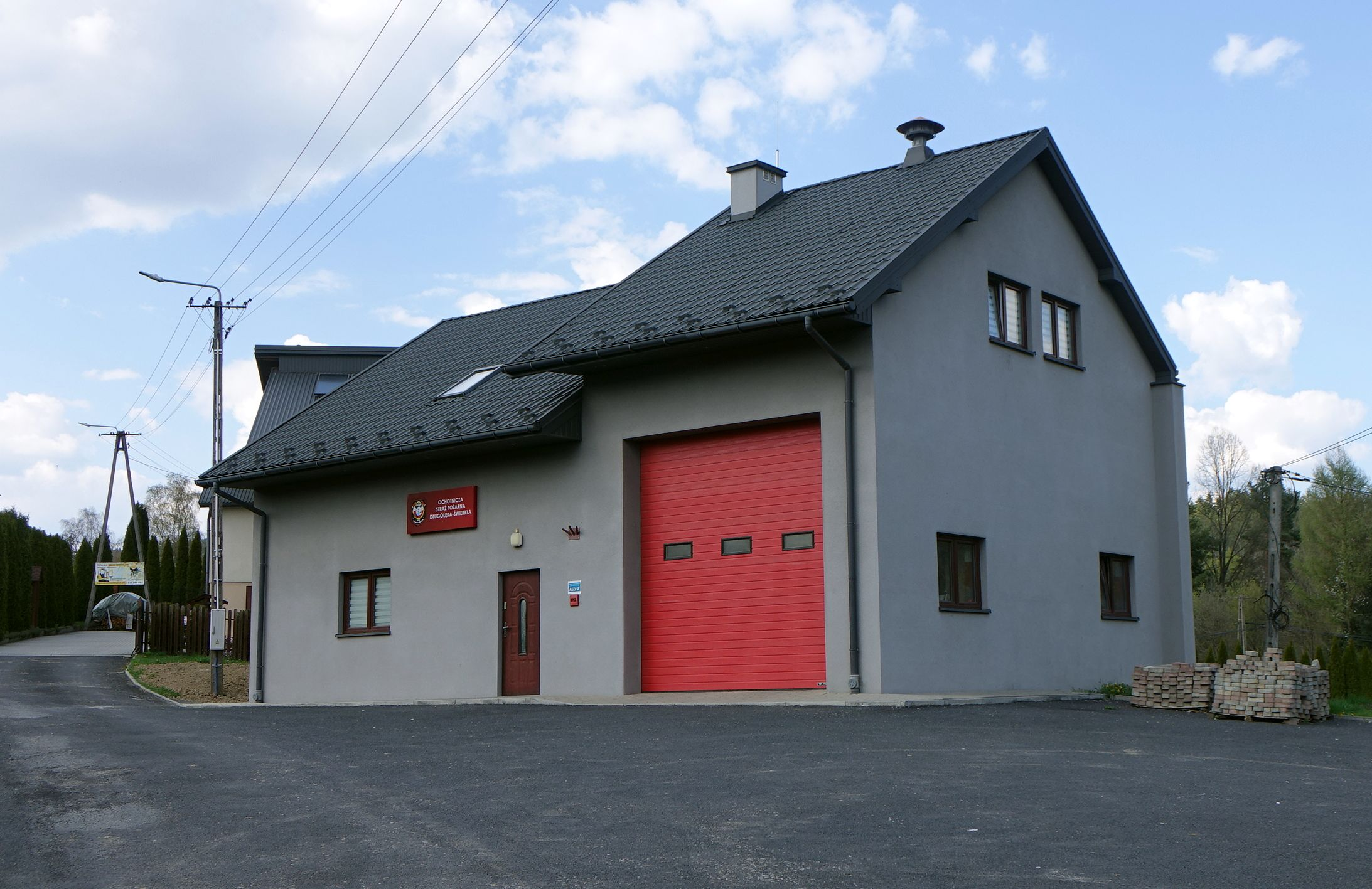
Remiza OSP

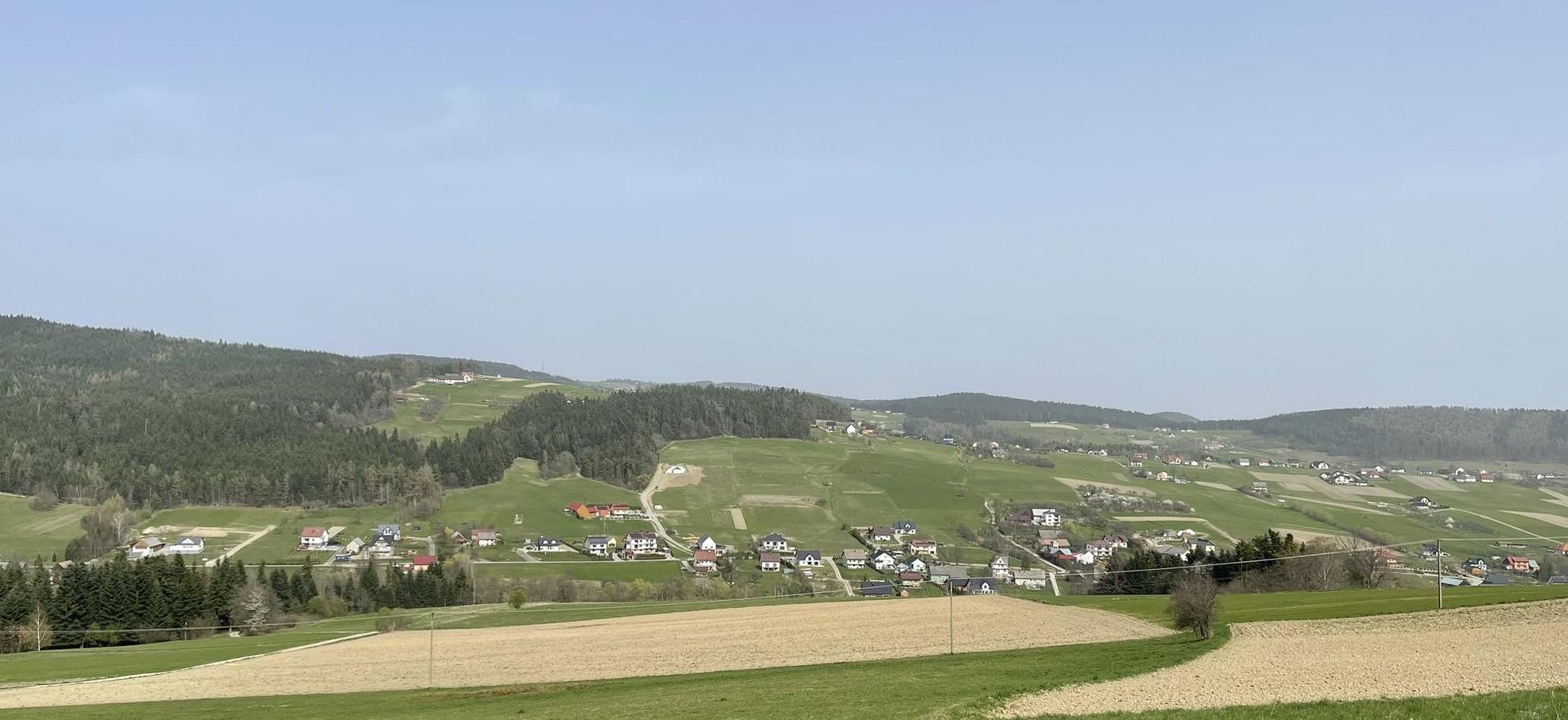
Długołęka - Świerkla, widok spod Zagórowa na Burdak Długolęcki

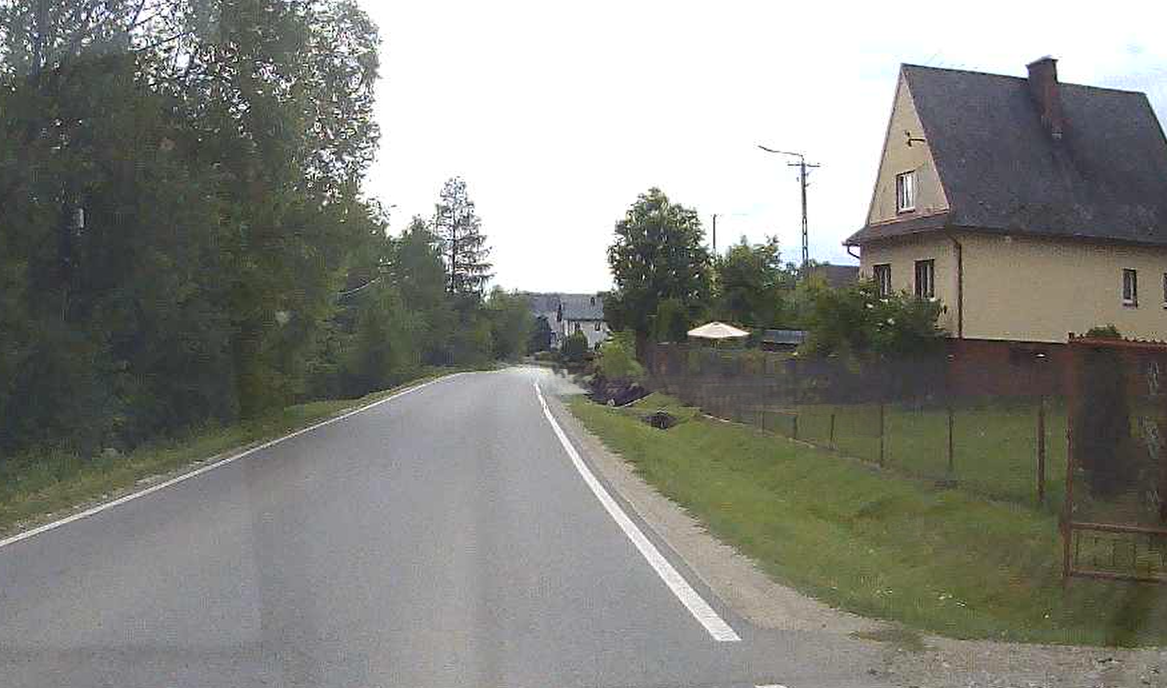
Zabudowa miejscowości

Długołęka-Świerkla (niem. Langendorf-Tannendorf) – wieś w Polsce położona w województwie małopolskim, w powiecie nowosądeckim, w gminie Podegrodzie. Wieś utworzona z dawnych wsi Długołęka i Świerkla.

## Położenie
Wieś położona jest w południowo-wschodniej części Beskidu Wyspowego, na wysokości 380–550 m n.p.m., Zajmuje 6,49 km² (10% powierzchni gminy). Przez Długołękę przepływa potok Gostwiczanka, przyjmujący w górnym biegu, na wysokości wsi, nazwę Gajduszowiec. Wokół wioski znajdują się zalesione wzgórza: Piekło (652 m n.p.m.), Zagórów (580 m n.p.m.) i Chełmek (483 m n.p.m.). Graniczy z: Mokrą Wsią, Gostwicą, Brzezną, Stroniem, Przyszową, oraz Wysokim.

## Części wsi
| SIMC    | Nazwa             | Rodzaj     |
| ------- | ----------------- | ---------- |
| 0460121 | Brzeziny          | część wsi  |
| 0460138 | Burdak Długołęcki | część wsi  |
| 0460180 | Poddąbrowie       | część wsi  |
| 0460173 | Pod Piekłem       | przysiółek |
| 0460196 | Rąbacz            | część wsi  |
| 0460204 | Sołtystwo         | część wsi  |
| 0460210 | Zalas             | część wsi  |

## Toponimika nazwy
Pierwotna nazwa Długołęki to Długa Łąka, najstarszy jej zapis pochodzi z dokumentu z 1335. Pojawia się w nim także łacińskie tłumaczenie: de Longo prato. Kolejna wzmianka Dluga Lanka pochodzi z 1357. W rejestrze poborowym z 1581 znaleźć można także nazwę Długa Łąka. Nazwa pochodzi od obszaru na którym znajdowały się rozległe łąki.
Najstarszy zapis nazwy Świerkla pochodzi z 1357: inter Swierklam. Jan Długosz w „Liber beneficiorum dioecesis Cracoviensis” podaje nazwę  Swyrkla. Inne zapisy nazwy wsi można znaleźć w rejestrach poborowych z 1538: Swirklia i z 1629: Swierkla. Nazwa pochodzi od wyrazu świerk.

## Historia
Pierwsze wzmianki o istnieniu wsi oraz parafii długołęckiej pochodzą z lat 1325–1327. W 1356 ksieni zakonu klarysek w Starym Sączu, Konstancja, nadała sołectwo Janowi i Wiecisławowi. Długołękę zamieszkiwali rycerze, natomiast Świerkla była osadą klasztorną. W następnych stuleciach obydwie wsie należały do parafii w Podegrodziu, a następnie do parafii w Przyszowej.
Wsie duchowne Długa Łąka i Świrkla, własność klasztoru klarysek w Starym Sączu, położone były w drugiej połowie XVI wieku w powiecie sądeckim województwa krakowskiego. Na przełomie XVI i XVII wieku Długołęka została opuszczona, a w jej rejonie poszukiwano złota. W 1527 istniała we wsi parafia, w okresie późniejszym zlikwidowana.
W czasie akcji kolonizacyjnej przeprowadzonej przez cesarza Józefa II w Długołęce i Świerkli (wtedy były osobnymi wsiami) mieszkali osadnicy niemieccy.
Po II wojnie światowej, w 1972 powstała jednostka OSP, w latach 1982–1988 wybudowano nowy kościół, a Długołęka-Świerkla została ponownie parafią. W 2010 roku został utworzony zbór Świadków Jehowy (w 2012 roku został zreorganizowany do sąsiednich zborów Limanowa i Nowy Sącz-Południe).
Wierni Kościoła rzymskokatolickiego należą do miejscowej parafii Nawiedzenia NMP. Kilkakrotnie Świerkla była odłączana i przyłączana do Długołęki.
W latach 1975–1998 miejscowość administracyjnie należała do województwa nowosądeckiego.

## Zabytki
- Kaplica Nawiedzenia Najświętszej Maryi Panny – wzniesiona w 1894, zbudowana z cegły i kamienia, otynkowana, kryta blachą. Prostokątna, z półkolistym zamknięciem. Wewnątrz obrazy: Matki Boskiej Bolesnej, Chrystusa Ukrzyżowanego, Matki Boskiej Pocieszenia, oraz obraz przedstawiający twarz Chrystusa na chuście św. Weroniki.

## Komunikacja
Przez wieś przebiega droga powiatowa nr 1546K łącząca Przyszową ze Stadłami oraz liczne drogi gminne łączące miejscowość z ościennymi wsiami. Regularne połączenia autobusowe z Długołęki-Świekli do Nowego Sącza i z powrotem obsługuje prywatny przewoźnik.

## Edukacja
- Szkoła Podstawowa im. Św. Jadwigi Królowej Polski[11]

## Orkiestra dęta
Od stycznia 2005 we wsi działa orkiestra dęta, założona przez ks. Krzysztofa Bajorka. W ramach jej działalności prowadzone są próby dla muzyków oraz bezpłatne nauki dla dzieci. Orkiestra uświetnia wiele okolicznościowych imprez, uroczystości kościelnych, strażackich i szkolnych.

## OSP Długołęka-Świerkla

### Historia
Jednostka Ochotniczej Straży Pożarnej w Długołęce-Świerkli powstała w 1979.

### Wyposażenie
Jednostka posiada na wyposażeniu: samochód Iveco, motopompę M8/8, radiotelefon oraz podstawowy sprzęt ratowniczy i gaśniczy.